# Västra Kullaberg
Västra Kullaberg är ett naturreservat beläget på västra delen av Kullaberg i Höganäs kommun i Skåne län.
Området är naturskyddat sedan 1971 och är 488 hektar stort. Det består av en del av Kullabergs urbergsrygg med svag vegetation men där det i mindre områden finns mer näringsrik jord och växtlighet. Här återfinns även Kullagården.

## Bilder

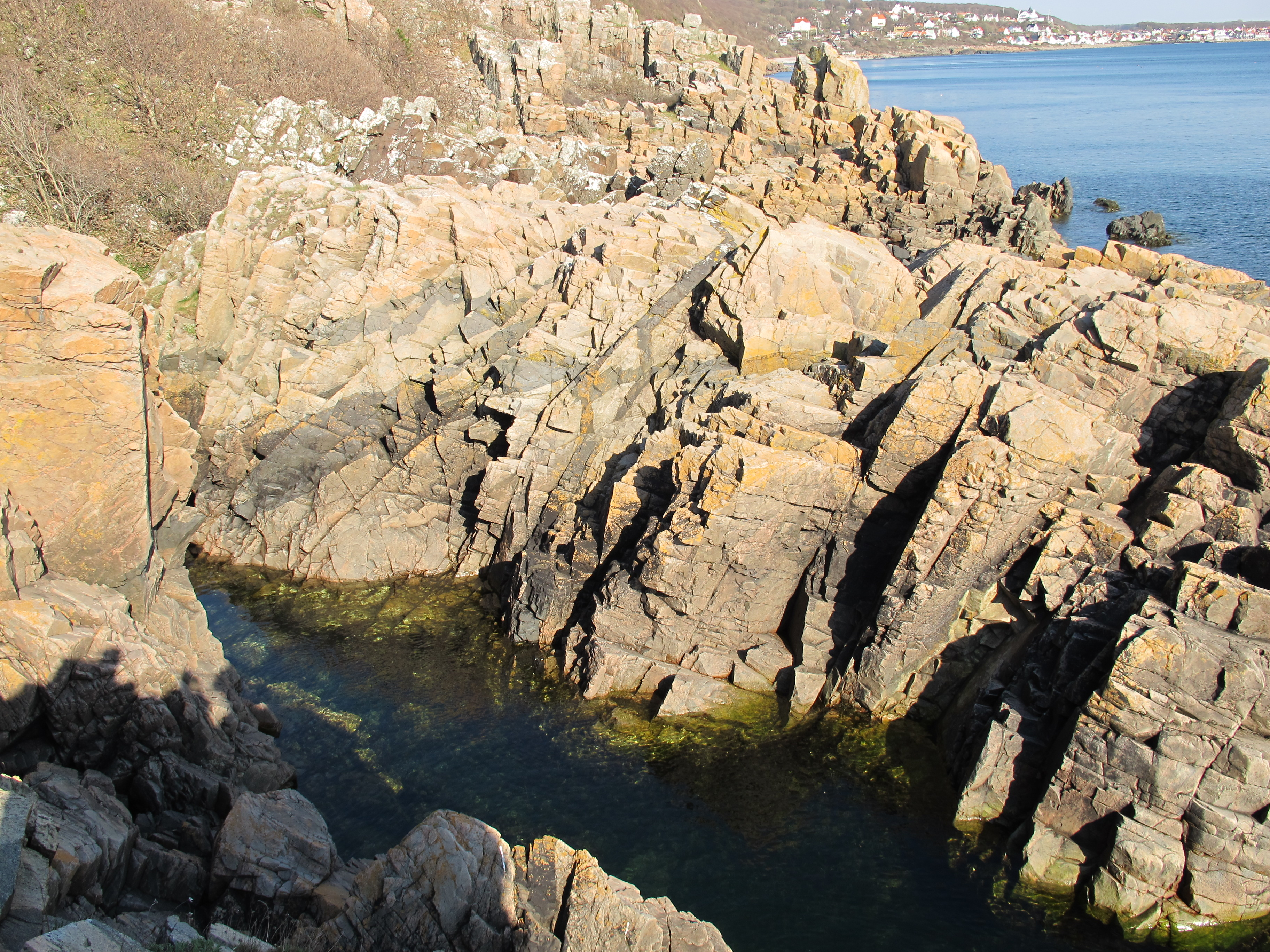
Släta klippor och vatten på västra Kullaberg
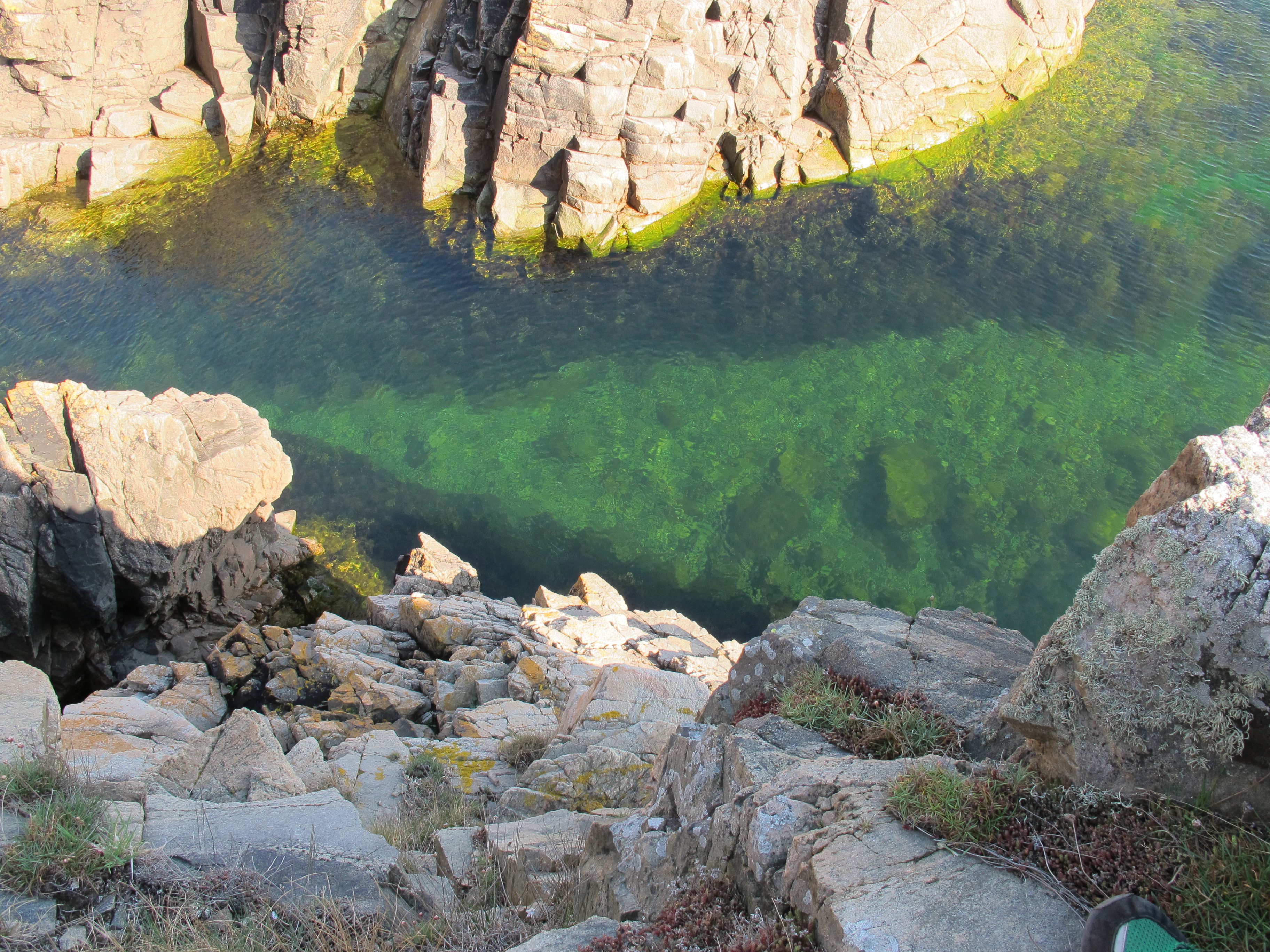
Klippor möter havet nära "Tvillingarna"